# Winia Fluctus
Winia Fluctus est un terrain d'écoulement sur Titan, satellite naturel de Saturne.

## Caractéristiques
Winia Fluctus est centré sur 49,0° de latitude nord et 46,0° de longitude ouest, et mesure 300 km dans sa plus grande dimension.

## Observation
Winia Fluctus a été découvert par les images transmises par la sonde Cassini.
Il a reçu le nom de Winia, première femme dans la mythologie indonésienne.